# Z deníku kocoura Modroočka (seriál)
Z deníku kocoura Modroočka je československý animovaný miniseriál pro děti natočený v letech 1974 až 1976 na motivy ze stejnojmenné dětské knihy Josefa Koláře a ilustrátorky Heleny Zmatlíkové režisérkou Hermínou Týrlovou.
Hudbu složil Zdeněk Liška, doprovodné mluvené slovo vytvořil Karel Höger.
Celkem bylo natočeno 5 dílů po 10-14 minutách, 60 minut celkem.

## Seznam dílů
1. Já a můj dvojnožec (1974)
2. Já a Bělovous Zrzunda (1974)
3. Já a Bleděmodrá (1975)
4. Já a Fousek (1975)
5. Já a Kiki (1976)

Všechny díly byly společně vydány i DVD disku.